# Печина (Альмерія)
Печина (ісп. Pechina) — муніципалітет в Іспанії, у складі автономної спільноти Андалусія, у провінції Альмерія. Населення — 3720 осіб (2010).
Муніципалітет розташований на відстані близько 400 км на південь від Мадрида, 8 км на північ від Альмерії.
На території муніципалітету розташовані такі населені пункти: (дані про населення за 2010 рік)
- Печина: 3684 особи
- Сьєрра-Аламілья: 36 осіб

## Демографія
Динаміка населення (INE ):